# نانسى كولمان
نانسى كولمان (بالإنجليزية: Nancy Coleman)‏ هي ممثلة أمريكية، ولدت في 30 ديسمبر 1912 في الولايات المتحدة، وتوفيت بنفس المكان في 18 يناير 2000 بسبب مرض.

## أعمال

### أفلام
- (1942) صف الملوك

## وصلات خارجية
- نانسى كولمان على موقع IMDb (الإنجليزية)
- نانسى كولمان على موقع ألو سيني (الفرنسية)
- نانسى كولمان على موقع أول موفي (الإنجليزية)
- نانسى كولمان على موقع قاعدة بيانات برودواي على الإنترنت (الإنجليزية)
- نانسى كولمان على موقع قاعدة بيانات الأفلام السويدية (السويدية)
- نانسى كولمان على موقع إن إن دي بي (الإنجليزية)
- نانسى كولمان على موقع قاعدة بيانات الفيلم (الإنجليزية)
- نانسى كولمان على موقع كينوبويسك (الروسية)